# Fiat Brava
O Brava é um notchback médio da Fiat, vendido nas décadas de 1990 e 2000. Existe um hatchback derivado dele, chamado Bravo, mas apenas o Brava foi vendido no Brasil. O Bravo é um automóvel de três portas e o Brava de cinco portas, este vendido no Brasil entre 1999 e 2003. É interessante notar que os modelos três e cinco portas se diferenciavam bastante no perfil da carroceria e no desenho da traseira, com um desenho mais esportivo no modelo de três portas, característica não muito usual.
O Fiat Brava foi vendido no Brasil em três versões, SX, ELX e HGT. As versões SX e ELX se diferenciavam apenas pelos opcionais e forração do interior e contavam com motor 1.6 16V (o mesmo do Palio) que rendia nos primeiros modelos (1999/2000) 99 cv (de 106 cv foi reduzido a esta potência para evitar maior imposto), sendo que de 2000 em diante passou a ter os 106 cv originais. Em 2001 foi substituído pelo motor "Corsa Lunga" (curso longo), que tinha maior curso de pistões para uma melhor distribuição de torque. Já a versão HGT possuía motor 1.8 16V com 132 cv e itens que o diferenciavam das outras versões como rodas esportivas de aro 15, aerofólio, grade do capô na cor cinza e estofamento em veludo. Tinha como opcionais, ABS, EBD, Teto solar e Air Bag duplo. Ambos os motores eram importados da Itália.
Os modelos foram substituídos pelo Fiat Stilo, tanto na versão três portas (modelo europeu) quanto na de cinco portas, sendo que somente a último foi disponibilizada no Brasil.

## Teste de segurança do Euro NCAP

### Sobre o teste
O Brava não foi testado pelo Latin NCAP, pois na época, ele nem existia. Mas foi testado em 1998 pelo Euro NCAP.
O Brava tirou 2 estrelas para ocupantes adultos e 2 estrelas para pedestres, lembrando que o máximo de estrelas para pedestres é 4 estrelas.
O Brava apenas continha airbag para o motorista, e pré-tensores no cinto de segurança.

### Comentários
Segundo o Euro NCAP, o Brava quase chegou a 3 estrelas, mas o veículo ficou sobrecarregado com o impacto frontal, ficou com apenas com 2 estrelas.
Sobre o teste frontal, o compartimento de passageiro ficou instável com o impacto, a porta do motorista perdeu sua força, e o contato da cabeça com o airbag permaneceu estável e houve deslocamento limitado da direção.
Sobre os pedestres, a borda dianteira do capô forneceu melhor proteção aos pedestres.
Sobre o teste lateral, as costelas do motorista foi atingida com o impacto da porta.

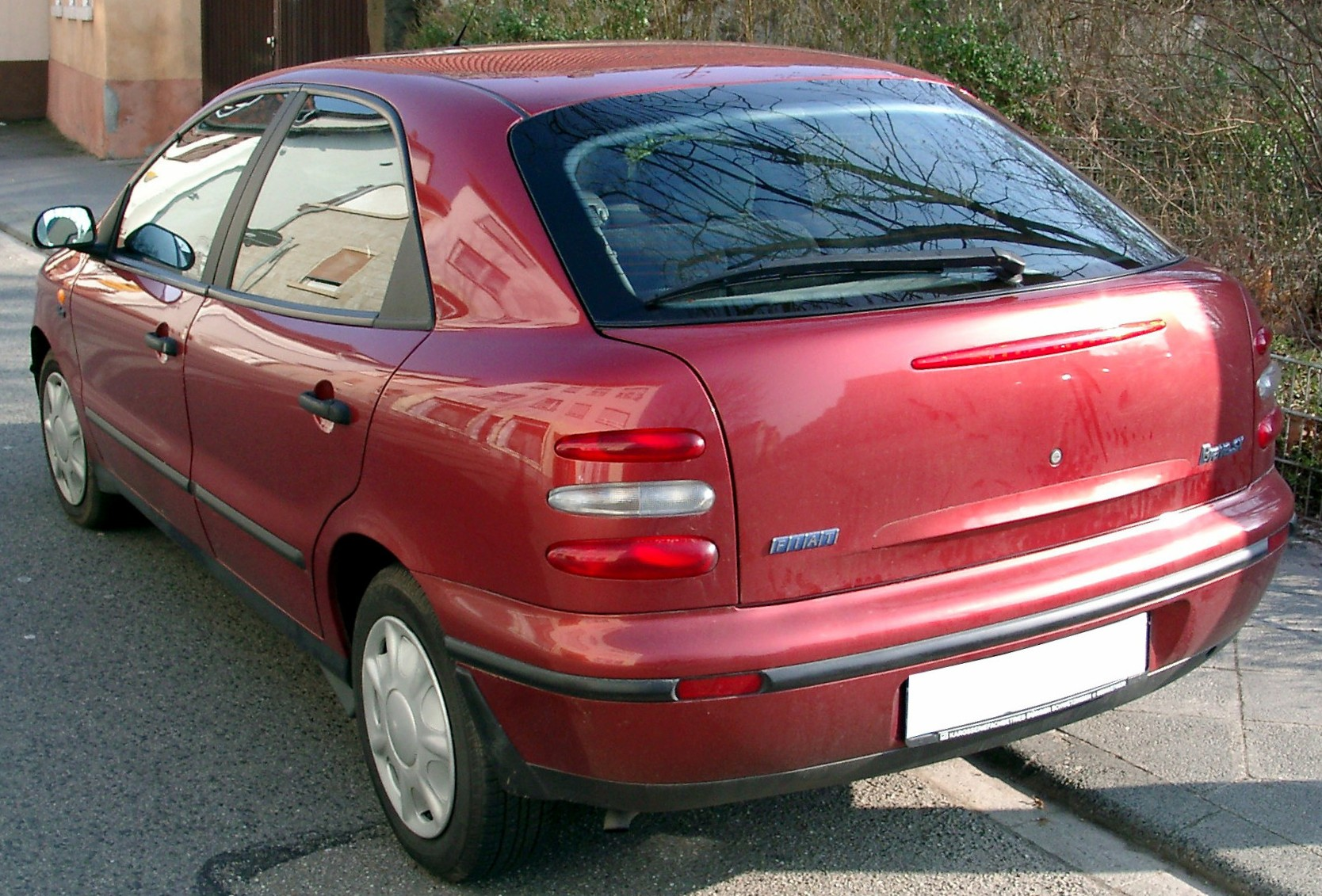
A traseira do Brava.